# Phân họ Kim phát tài
Phân họ Kim phát tài (danh pháp khoa học: Zamioculcadoideae) là một phân họ thực vật có hoa trong họ Ráy (Araceae), bao gồm 2 chi, Zamioculcas (1 loài: kim phát tài) và Gonatopus. Phân họ này được Bogner và Hesse đề xuất năm 2005 sau khi các nghiên cứu phân tử chỉ ra sự cần thiết của phân họ này. Một vài nghiên cứu cũng chỉ ra rằng chi Stylochaeton nên được đưa vào trong phân họ này.